# 都匀毛尖
都匀毛尖，又称鱼钩茶、雀舌茶，产于贵州省都匀市。中国十大名茶之一。主要产地在都匀市小围寨办事处团山、黄河、哨脚、大槽一带。1915年荣获巴拿马太平洋国际博览会金奖。